# Matthias J. Pernerstorfer
Matthias Johannes Pernerstorfer (geboren 1976 in Eggenburg) ist ein österreichischer Theaterwissenschaftler, Autor und Direktor des Don Juan Archiv Wien.

## Leben und Werk
Pernerstorfer studierte Theaterwissenschaft an der Universität Wien und an der Ludwig-Maximilians-Universität München. Von 2003 bis 2005 war er DOC-Stipendiat der Österreichischen Akademie der Wissenschaften, 2005 dissertierte er mit einer Arbeit über Menanders Kolax. Danach war er am Wiener Da Ponte Institut tätig und ab 2007 im Don Juan Archiv, zu dessen Direktor er im Jahr 2011 ernannt wurde.
Seine Forschungsgebiete sind im Wesentlichen die griechische und römische Komödie, insbesondere Menander, Plautus und Terenz, die Theater- und Kulturgeschichte des 17. bis 20. Jahrhunderts, insbesondere das Wiener Volkstheater, das populäre Theater der Habsburger Monarchie, das Adelstheater und die Schlossbibliotheken, sowie bibliographische Forschung und digitale Bibliotheken.

## Bibliographie
Als Autor (Auswahl):
- „Die Theater-Bibliothek Pálffy“, in: „Wissenschaft nach der Mode“? Die Gründung des Zentralinstituts für Theaterwissenschaft an der Universität Wien 1943, hg. von Birgit Peter und Martina Payr. Lit Verlag, Wien 2008, S. 124–134.
- Menanders Kolax. Ein Beitrag zu Rekonstruktion und Interpretation der Komödie. Mit Edition und Übersetzung der Fragmente und Testimonien sowie einem dramaturgischen Kommentar. De Gruyter, Berlin / New York 2009 (= Untersuchungen zur antiken Literatur und Geschichte 99), ISBN 978-3-11-022128-2
- Karl von Marinellis Spaziergang in den Prater, in: Nestroyana, Heft 1–2 (2009), S. 23–32
- Editions and Cultural Translations. Der 30-jährige ABC-Schütz in German Speaking Lands, in: Translation. Narration, Media and the Staging of Differences, hg. von Federico Italiano and Michael Rössner. Transcript, Bielefeld 2012, S. 121–142
- Prolegomena zu einer Kulturgeschichte des Parasiten in der griechisch-römischen Komödie, in: LiTheS 7 (2012), S. 99–116
- Ferdinand Raimund in Telč. Zu Schlosstheater und Theaterbibliothek der Grafen Podstatzky-Lichtenstein, in: Nestroyana 32, Heft 1–2 (2012), S. 33–46
- Ödön von Horváth: „Ein Sklavenball“ (1937). Plautus-Rezeption und Werkgenese, in: Maske und Kothurn 59 (2013), S. 37–49.
- Von der zweiten Reihe aufs große Parkett. Die Grafen von Kuefstein im diplomatischen Dienst des Kaiserhauses und ihre Bedeutung für Kunst und Kultur, in: Unerwartete Entdeckungen. Beiträge zur österreichischen Literatur des 19. Jahrhunderts, hg. von Julia Danielczyk und Ulrike Tanzer. Wien: Lehner 2014 (= Quodlibet. Publikationen der Internationalen Nestroy-Gesellschaft 12), S. 210–229.
- mit H. E. Weidinger: „Auf Don Juans Spuren. Zu Rezeption und Transformation der Stoffgeschichte im 17. und 18. Jahrhundert“, in: Don Juan. Programmheft. Staatsballett, Berlin 2014, S. 20–26.
- Zur Dokumentation, Erschließung und Digitalisierung von Theaterzetteln, in: Medien der Theatergeschichte des 18. und 19. Jahrhunderts, hg. von Hermann Korte, Hans-Joachim Jakob und Bastian Dewenter. Heidelberg: Winter 2015 (= Proszenium. Beiträge zur historischen Theaterpublikumsforschung), S. 127–133.
- mit Andrea Gruber: „Ein Ort für theatergeschichtliche Forschungsmaterialien: die Sammlung Otmar Seemann zur Verlagsbuchhandlung Wallishausser im Don Juan Archiv Wien“, in: Mitteilungen der Gesellschaft für Buchforschung in Österreich (2015) Heft 2, S. 7–21.
- mit Andrea Gruber: „Bibliographische Forschung als Grundlage für Digitalisierungsprojekte, Oder: ‚Theaterpublizistik 1750–1918 digital‘“, in: AKMB-news 21 (2015) Nr. 1, S. 18–21.
- „‚Aus Höll’ & Krieg zurückgekehrt‘. Ödön von Horváth // Typus Don Juan“, in: Tanz & Archiv 6 (2015), S. 136–143.
- „Karfreitagsoratorien des 18. Jahrhunderts im Cistercienserstift Heiligenkreuz“, in: Analecta Cisterciensia 68 (2018), S. 187–220.
- „Vom Heiligen Grab der Pfarre Mödring zum Theatrum Sacrum der Horner Piaristen“, in: Das Waldviertel 67 (2018) Heft 2, S. 217–234.
- mit Rudolf Malli: „Das Schultheater der Piaristen in Horn. Mit einem Verzeichnis der Aufführungen & einem Katalog der Manuskripte und Drucke“, in: Jahrbuch für Landeskunde von Niederösterreich N. F. 84, 2018 (St. Pölten 2019), S. 95–263.
- „‚Einem hochverehrten Publikum ans Herz gelegt…‘. Bibliographische & inhaltliche Erschließung, Digitalisierung und Präsentation von Theaterjournalen und -almanachen“, in: Digitalisierung in Bibliotheken. Viel mehr als nur Bücher scannen!, hg. von Gregor Neuböck. De Gruyter, Berlin / New York 2018, S. 147–172.
- „‚Mit gnädigster Bewilligung wird heute…‘. Aktuelle Entwicklungen in der Erschließung und Digitalisierung von Theaterzetteln“, in: Digitalisierung in Bibliotheken. Viel mehr als nur Bücher scannen!, hg. von Gregor Neuböck. De Gruyter, Berlin / New York 2018, S. 173–204.
- „Barocke Denkmäler der Passion – Sakrale Zeichen in der Landschaft“, in: Sakralisierung der Landschaft. Inbesitznahme, Gestaltung und Verwendung im Zeichen der Gegenreformation in Mitteleuropa, hg. von Werner Telesko und Thomas Aigner. St. Pölten 2019 (= Beitrage zur Kirchengeschichte Niederösterreichs 21, Geschichtliche Beilagen zum St. Pöltner Diözesanblatt 38), S. 194–209.
- „Wo bleibt die Barmherzigkeit? Oder: Allegorische Stücke zur vorösterlichen Bußzeit am Schultheater in Horn (Niederösterreich) im Kontext der pädagogischen Arbeit des Piaristen-Gymnasiums. Nebst einem Faksimile der lateinischen Perioche des Androtheus von 1722 und ihrer deutschen Übersetzung“, in: Morgen-Glantz. Zeitschrift der Christian Knorr von Rosenroth-Gesellschaft 29 (2019), S. 175–222.
- „Theater am Karfreitag. Monarchia Conscientiæ oder Daß Jnnerliche Reich des Menschen (1731) im Zisterzienserstift Heiligenkreuz“, in: Die Lebenswelt der Zisterzienser. Neue Studien zur Geschichte eines europäischen Ordens, hg. von Joachim Werz und Immo Bernhard Eberl. Heiligenkreuz: Be&Be-Verlag 2020, S. 299–318.
- „‚Das geliebte Myrhen=Büschlein‘. Von Paul I. Esterházy und dem Eisenstädter Kalvarienberg zu den Karfreitagsoratorien des Gregor Joseph Werner“, in: Gregor Joseph Werner (1693–1766). Aspekte seines Lebens, hg. von Martin Czernin. Eisenstadt: Landesmuseum Burgenland 2021, S. 389–440.
- mit Reinhard Eisendle: „Die Wiener Don Juans vor Da Ponte und Mozart“, in: Wolfgang Amadeus Mozart DON GIOVANNI Spielzeit 2021/22. Wiener Staatsoper GmbH, Wien 2021, S. 108–117.
- „Theater und Diplomatie. Zum Forschungskreis Diplomatica am Don Juan Archiv Wien“, in: Diplomazia e letteratura tra Impero asburgico e Italia / Diplomatische und literarische Beziehungen zwischen der Habsburgermonarchie und Italien (1690–1815), hg. von Sieglinde Klettenhammer, Angelo Pagliardini, Silvia Tatti und Duccio Tongiorgi. Edizioni di Storia e Letteratura, Roma 2021, S. 93–108.
- „Geistliche Vorstellungen im barocken Eggenburg. Franz Rincolini und das Theatrum der Löblichen Bruderschaft unser Lieben Frau bei St. Michael“, in: Jahrbuch für Landeskunde von Niederösterreich 87 (2021), S. 341–370.
- „Le cinque piaghe di Christo by Nicolò Minato and Antonio Draghi (1677) and the Adoration of the Five Wounds of Christ Through the Star Cross Order“, in: Libellus quasi speculum. Studi offerti a Bernard Ardura. A cura di Pierantonio Piatti. Libreria Editrice Vaticana, Città del Vaticano 2022 (= Atti e Documenti 66), S. 761–777.
- „Le cinque piaghe di Christo von Nicolò Minato und Antonio Draghi (1677) und die Verehrung der Fünf Wunden Christi Durch den Sternkreuzorden“, in: Musicologica Brunensia 57 (2022), S. 167–189.

Als Herausgeber:
- „Der 30-jährige ABC-Schütz“. Text, Musik und szenische Praxis im Wiener Volkstheater. Verlag Hollitzer, Wien
  - Band I: Edition (= Theatralia 1). (in Vorbereitung), ISBN 978-3-99012-022-4.
  - Band II: Klavierauszug (= Theatralia 2). Hollitzer, Wien 2011, ISBN 978-3-99012-025-5.
  - Band III: Beiträge zur Aufführungs- und Interpretationsgeschichte (= Theatralia 3). (ebenfalls in Vorbereitung), ISBN 978-3-99012-028-6.
- Theater – Zettel – Sammlungen. Erschließung, Digitalisierung, Forschung. Hollitzer, Wien 2012, ISBN 978-3-99012-080-4
- Theater – Zettel – Sammlungen 2. Bestände, Erschließung, Forschung. Hollitzer, Wien 2015, ISBN 978-3-99012-252-5
- mit Alena Jakubcová: Theater in Böhmen, Mähren und Schlesien. Von den Anfängen bis zum Ausgang des 18. Jahrhunderts. Ein Lexikon. Neu bearbeitete, deutschsprachige Ausgabe. In Zusammenarbeit mit Hubert Reitterer, Bärbel Rudin, Adolf Scherl, und Andrea Sommer-Mathis. Reihe: Theatergeschichte Österreichs, Band: 10/6. Verlag der Österreichischen Akademie der Wissenschaften, Wien 2013, ISBN 978-3-7001-6999-4
- Reinhart Meyer: Schriften zur Theater- und Kulturgeschichte des 18. Jahrhunderts. Hollitzer, Wien 2012.
- Herbert Seifert: Texte zur Musikdramatik im 17. und 18. Jahrhundert. Aufsätze und Vorträge. Hollitzer, Wien 2014 (Summa Summarum 2), ISBN 978-3-99012-178-8
- Adolf Primmer: Texte zur Handlungsgliederung in Nea und Palliata. Berlin: De Gruyter, 2015 (Untersuchungen zur antiken Literatur und Geschichte 118), ISBN 978-3-11-037097-3
- mit Milada Jonášová: Tomislav Volek: Mozart, die italienische Oper des 18. Jahrhunderts und das musikalische Leben im Königreich Böhmen. Mit der Don-Juan-Studie von Vladimír Helfert. Wien: Hollitzer 2016, ISBN 978-3-99012-300-3
- Errichtung und Neuausstattung des „Gottseligen Hauß Bethlehem“ im Kloster Schönbühel an der Donau, für den Verein der Freunde von Bethlehem zu Schönbühel. Wien: Hollitzer 2019, ISBN 978-3-99012-782-7
- Co-Herausgeber der Reihen Don Juan Studies, Bibliographica, Summa Summarum, Theater und Repertoire des Theaters sowie Theatralia, Don Juan Archiv Wien